# Cyrtacanthacridinae
De Cyrtacanthacridinae vormen een onderfamilie van rechtvleugelige insecten die behoort tot familie veldsprinkhanen (Acrididae). De soorten die tot deze familie behoren komen wereldwijd voor, een bekende soort is de Egyptische sprinkhaan (Anacridium aegyptium).

## Taxonomie
- Onderfamilie Cyrtacanthacridinae Kirby, 1902
  -     - Geslacht Acanthacris Uvarov, 1923
    - Geslacht Acridoderes Bolívar, 1889
    - Geslacht Adramita Uvarov, 1936
    - Geslacht Armatacris Yin, 1979
    - Geslacht Austracris Uvarov, 1923
    - Geslacht Bryophyma Uvarov, 1923
    - Geslacht Caledonula Uvarov, 1939
    - Geslacht Callichloracris Ramme, 1931
    - Geslacht Chondracris Uvarov, 1923
    - Geslacht Congoa Bolívar, 1911
    - Geslacht Cristacridium Willemse, 1932
    - Geslacht Finotina Uvarov, 1923
    - Geslacht Gowdeya Uvarov, 1923
    - Geslacht Halmenus Scudder, 1893
    - Geslacht Hebridea Willemse, 1926
    - Geslacht Kinkalidia Sjöstedt, 1931
    - Geslacht Kraussaria Uvarov, 1923
    - Geslacht Mabacris Donskoff, 1986
    - Geslacht Nichelius Bolívar, 1888
    - Geslacht Ootua Uvarov, 1927
    - Geslacht Ordinacris Dirsh, 1966
    - Geslacht Ornithacris Uvarov, 1924
    - Geslacht Pachynotacris Uvarov, 1923
    - Geslacht Parakinkalidia Donskoff, 1986
    - Geslacht Parapachyacris Yin & Yin, 2008
    - Geslacht †Proschistocerca Zeuner, 1937
    - Geslacht Rhytidacris Uvarov, 1923
    - Geslacht Ritchiella Mungai, 1992
    - Geslacht Taiacris Donskoff, 1986

  - Geslachtengroep Cyrtacanthacridini Kirby, 1910
    - Geslacht Anacridium Uvarov, 1923
    - Geslacht Cyrtacanthacris Walker, 1870
    - Geslacht Nomadacris Uvarov, 1923
    - Geslacht Orthacanthacris Karsch, 1896
    - Geslacht Patanga Uvarov, 1923
    - Geslacht Rhadinacris Uvarov, 1923
    - Geslacht Schistocerca Stål, 1873
    - Geslacht Valanga Uvarov, 1923
    - Geslacht Willemsea Uvarov, 1923